# داميان ماكدونالد (كاتب)
داميان ماكدونالد (بالإنجليزية: Damian McDonald)‏ (11 سبتمبر 1969، كانبرا في أستراليا)؛ روائي أسترالي.